# 走資派
走資本主義道路的当権派（そうしほんしゅぎどうろてきとうけんは、「資本主義の道へ進む実権派」の意）、略して走資派（そうしは）は、中華人民共和国の文化大革命の時期に使用された用語である。
ブルジョア勢力からの圧力に屈する傾向が顕著で、中国における共産主義革命を資本主義の方向に持って行こうとする個人や集団のことを指す。それは最終的に資本主義の政治的・経済的支配を回復させることになり、言い換えれば、これらの勢力は、社会を「資本主義の道」に導くことになる。
この用語の文書における初見は、1965年1月、毛沢東が取り仕切って作成された中国共産党中央委員会の文書『農村社会主義教育運動中目前提出的一些問題』（農村社会主義教育運動で提起されたいくつかの問題、通称「23条」）であるが、この考えは、1956年から1957年にかけて、毛沢東が党内の反動的傾向と見なしたものを指すものとして開発された。
1975年12月以降の新聞記事では、鄧小平のことを指して「党内不肯改悔的走資本主義道路的当権派」（やり方を変えようとしない党内の走資本主義道路的当権派）という婉曲表現が使われていた。 1976年には「党内走資派」は「党内資産階級」とも呼ばれていた。
陽和平によると、「走資派は、このように、プロレタリアート独裁の下で、官僚的特権を擁護して、群衆監督に反対し、そして社会主義の建設中に生じる問題を処理するために資本主義の論理の使用を提唱する、党内の権力者の集団である」としている。
走資派とは、共産党内の資本家階級の代表者であり、社会主義を支持するふりをしながら資本主義を回復しようとする者と表現されている。毛沢東は、鄧小平は走資派であり、1953年のヨシフ・スターリンの死後、ソビエト連邦は共産党内の走資派に陥ったと主張した。
この用語は、文化大革命の間に最も多く使用され、多くの場合、党の特定の指導者や幹部を指すために使用された。